# Phyle facetaria
Phyle facetaria är en fjärilsart som beskrevs av Druce 1892. Phyle facetaria ingår i släktet Phyle och familjen mätare. Inga underarter finns listade i Catalogue of Life.